# Телевизионна кула Русе
Телевизионната кула в Русе е най-високата телевизионна кула в България с височина от 204 метра. Построена е на хълма Левента, известен още като Саръбаир, на 150 m надморска височина. До 2001 г. е най-високата телевизионна кула и на Балканския полуостров.
Автори на проекта са арх. Стилиян Титков, арх. Евлоги Цветков, инж. Иван Янтахтов и инж. В. Василев. Строежът и продължава от 1975 до 1987 г., когато влиза в редовна експлоатация. На височина 107 m се намира сладкарницата, а бетонното тяло завършва на 120 m. Оттам започва антената, с която общата и височина достига 206 m. През 1990-те години е монтирана допълнителна антена и височината достига 210 m. През март 2007 г., е направена нова реконструкция, с която височината e 204 метра. На 9 октомври 2012 година – аналоговата антена беше подменена с цифрова антена за рекордните 16 минути.

## Галерия
- Изглед от улица „Борисова“
- Поглед отблизо